# آکادمی و تیم دوم باشگاه فوتبال چلسی
آکادمی و تیم دوم باشگاه فوتبال چلسی (به انگلیسی: Chelsea F.C. Reserves and Academy) یک باشگاه فوتبال انگلیسی است که در شهر لندن قرار دارد که متعلق به چلسی است.
این باشگاه متشکل از بازیکنان زیر ۲۱ سال و رزرو باشگاه چلسی است.این باشگاه وظیفه یافتن بازیکنان جوان و بااستعداد برای آموزش و پشتیبانی از تیم اصلی باشگاه چلسی است.